# (4983) Шрётерия
(4983) Шрётерия (лат. Schroeteria) — типичный астероид главного пояса, открыт 11 сентября 1977 года советским астрономом Николаем Черных в Крымской астрофизической обсерватории и 5 марта 1996 года назван в честь немецкого астронома Иоганна Шрётера.

## Обнаружение и именование
(4983) Шрётерия
Открыт 11 сентября 1977 года в Научном Н. С. Черных.
Назван в память выдающегося немецкого астронома-любителя и изготовителя телескопов Иоганна Иеронимуса Шрётера (1745—1816). В своей частной обсерватории в Лилиентале Шрётер провёл многочисленные наблюдения за Солнцем, Луной, большими и малыми планетами, кометами и звёздами, уделяя особое внимание физическому строению и характеристикам поверхности небесных тел. В частности, Шрётер правильно определил детали в форме полос на Марсе как песчаные бури. Его рисунки были важны для понимания физической природы комет 1799, 1807 и 1811 годов. Шрётер был одним из основателей Астрономического общества и организатором заседания знаменитой «небесной полиции» в 1800 году. Название предложено и цитата предоставлена В. К. Абалакиным. В честь Шрётера также назван лунный кратер.
Оригинальный текст (англ.)4983 Schroeteria
Discovered 1977-09-11 by Chernykh, N. S. at Nauchnyj.
Named in memory of Johann Hieronymus Schroeter (1745—1816), outstanding German amateur astronomer and telescope maker. At his private observatory in Lilienthal, Schroeter made numerous observations of the sun, the moon, and major and minor planets, comets and stars, with a special emphasis on the physical constitution and surface characteristics of celestial bodies. In particular, Schroeter correctly identified the strip-shaped details on Mars as sand storms. His drawings were important for an understanding of the physical nature of the comets of 1799, 1807 and 1811. Schroeter was one of founders of the Astronomische Gesellschaft and host for the meeting of the famous «celestial police» in 1800. Name suggested and citation provided by V. K. Abalakin. Schroeter is also honored by a lunar crater.
Источники: DISCOVERY.DB; M.P.C. 26763.

## Орбита

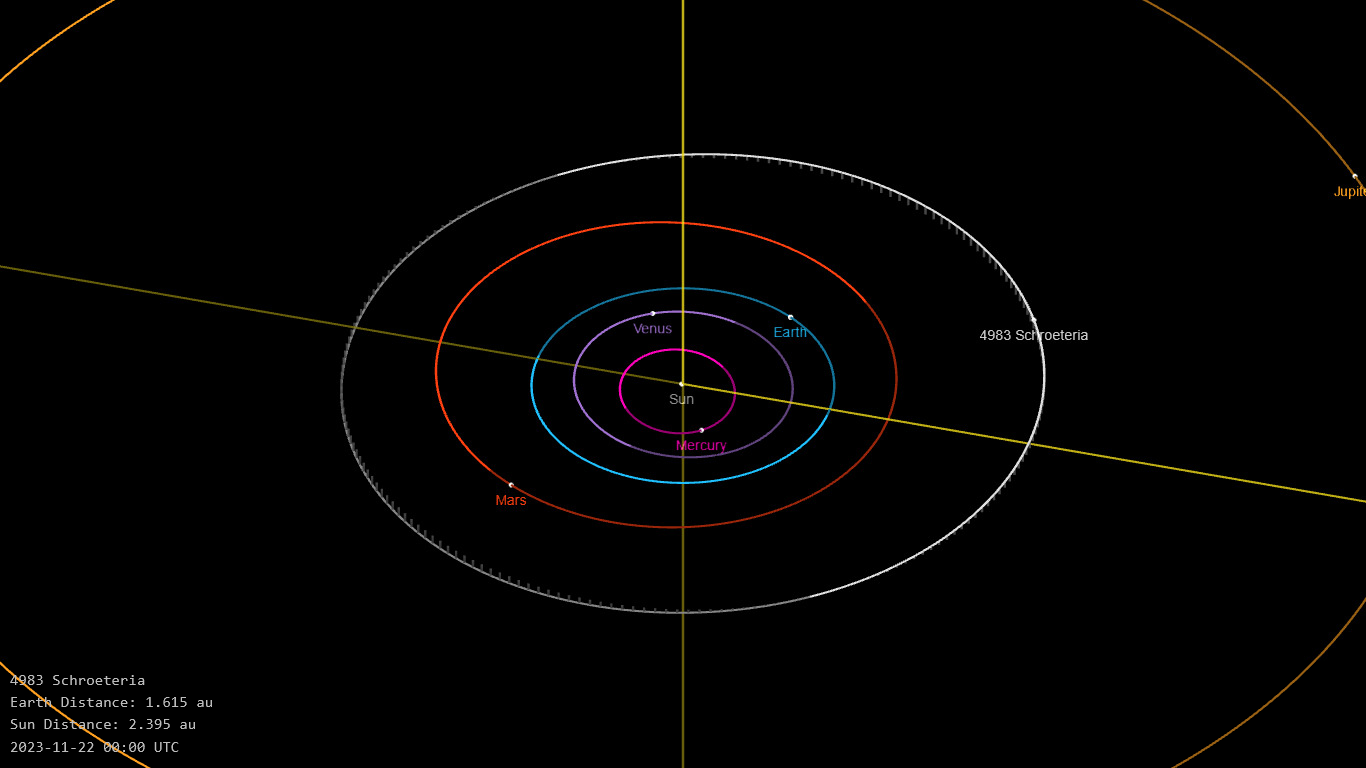
Орбита астероида Шрётерия и его положение в Солнечной системе

## Физические характеристики
Из наблюдений телескопа VISTA следует, что астероид относится к таксономическому классу S.
По результатам наблюдений в видимом и ближнем инфракрасном диапазоне космического телескопа NEOWISE диаметр астероида оценивался равным 4,923±0,090 км. Согласно тем же источникам альбедо оценивается как 0,3825±0,1363 и 0,383±0,136.